# Hoagy Carmichael
Hoagland Howard „Hoagy“ Carmichael (22. listopadu 1899 Bloomington – 27. prosince 1981 Rancho Mirage) byl americký zpěvák, skladatel a herec. Byl jedním z nejúspěšnějších populárních skladatelů na Tin Pan Alley ve 30. letech a byl jedním z prvních písničkářů ve věku hromadných sdělovacích prostředků, kteří využívali nové komunikační technologie, jako je televize, elektronické mikrofony a zvukové nahrávky.
Carmichael složil několik stovek skladeb, z nich asi 50 hitů. Mimo jiné složil hudbu pro písně Stardust, Georgia on My Mind (na text Stuarta Gorrella), The Nearness of You a Heart and Soul (ve spolupráci s textařem Frankem Loesserem), patřící k nejčastěji nahrávaným americkým písním všech dob. Spolupracoval také s textařem Johnnym Mercerem na písních Lazybones a Skylark. Carmichaelova píseň Ole Buttermilk Sky z filmu Canyon Passage byla v roce 1946 nominován na Oscara; ve filmu skladatel hrál postavu hudebníka jedoucího na mezku. Píseň In the Cool, Cool, Cool of the Evening na Mercerův text získala v roce 1951 Oscara za nejlepší původní píseň. Carmichael také se objevil jako herec a hudebník ve 14 filmech, uváděl tři hudební rozhlasové programy, hrál v televizi a napsal dvě autobiografie.